# Michael Lane (Sänger)
Michael Lane (* 7. April 1986 in Nürnberg) ist ein deutsch-amerikanischer Singer/Songwriter.

## Biografie
Geboren wurde Lane in Deutschland als Sohn einer deutschen Mutter und eines US-amerikanischen Vaters. Als er sechs Jahre alt war, ging sein Vater mit der Familie zurück in die USA. Dort wuchs er in Green Bay in Wisconsin auf und trat nach der High School mit 20 Jahren in die US-Army ein. Er wurde im Irakkrieg als Hubschraubermechaniker eingesetzt und war auch in Afghanistan. Nach seiner Rückkehr scheiterte seine Ehe. Deshalb versuchte er 2012 einen Neuanfang in Weißenohe-Dorfhaus nördlich von Nürnberg, wo er als Kind gelebt hatte. Dort strebte er eine Beschäftigung als Altenpfleger an.
Im Jahr 2012 nahm Michael Lane an der Gesangs-Castingshow The Voice of Germany teil. In der Gruppe von Coach Xavier Naidoo konnte er sich unter anderem gegen Gil Ofarim durchsetzen. Seine Interpretation des Liedes Angel, im Original von Sarah McLachlan, wurde als Downloadsong veröffentlicht und gelangte in die Charts. Im Halbfinale sang Lane den selbst geschriebenen Song Mrs. Lawless. Da seine Gegnerin aus gesundheitlichen Gründen zurückgetreten war, kam er automatisch ins Finale der letzten Vier und belegte am Ende Rang drei.
2014 erfolgten die Heirat mit seiner Freundin und ein Umzug nach Spalt. Anfang 2015 bekam das Paar ein Kind.

## Diskografie
Alben
- Sweet Notes (2014)
- The Middle (2015)
- Linger On (2017)
- Traveling Son (2019)

Lieder
- Angel (2012)
- Mrs. Lawless (2012)
- Liberty (2015)